# Church Point
Church Point – miasto w Stanach Zjednoczonych, w stanie Luizjana, w parafii Acadia.

## Współpraca
Miejscowość partnerska:
- Bertrix, Belgia